# Russian Roulette (The Alchemist)
Russian Roulette è un album in studio del rapper e produttore discografico statunitense The Alchemist, pubblicato nel 2012.

## Tracce
1. Soundcheck – 1:54
2. Apollo's Last Stand (featuring AG Da Coroner) – 1:44
3. Crushed Kremlin (featuring Meyhem Lauren) – 1:12
4. Decisions Over Veal Orloff (featuring Action Bronson) – 1:26
5. Learned by Listening – 0:54
6. Training Montage - Getting Stronger – 2:05
7. Ivan's Workout Plan – 0:30
8. Never Grow Up (featuring Evidence) – 1:30
9. The Turning Point (featuring Roc Marciano) – 2:32
10. Live from Dynamo Stadium 2 – 0:40
11. Don Seymour's Theme (featuring MidaZ) – 2:22
12. Before the Fight Prelude – 0:40
13. Adrian's Words - Champion Song – 2:19
14. Flight of the Bumblebee – 0:48
15. Kalashnikov Guns (featuring Guilty Simpson) – 1:41
16. Flight Confirmation (featuring Danny Brown & Schoolboy Q) – 2:23
17. Press Conference Prelude – 1:00
18. Freakish Strength – 1:05
19. Junkyard Fight Scene (featuring Durag Dynasty) – 2:37
20. Oleg's Flight (featuring Fashawn) – 2:13
21. Moscow Mornings - Sunrise – 1:47
22. Moscow Evenings - Sunset – 1:49

- The Kosmos

1. Pt. 1: Lift Off (featuring Chuuwee) – 1:14
2. Pt. 2: Power Glove (featuring Boldy James) – 1:11
3. Pt. 3: In Orbit – 0:24
4. Pt. 4: Moon Probe (featuring Big Twins) – 1:11
5. Pt. 5: 1st Contact (The Chase) – 1:04
6. Pt. 6: Life on Another Planet (featuring Willie the Kid) – 1:49
7. Pt. 7: The Explanation (featuring Mr. Muthafuckin' eXquire) – 2:08
8. Pt. 8: Return to Earth Outro – 1:24